# وقت جيد للحداد (فلم)
وقت جيد للحداد (بالإنجليزية: Good Mourning) هو فيلم كوميدي رومانسي أمريكي لعام 2022، من إخراج وإنتاج وكتابة وبطولة ماشين كيلي و مود سن. تم إصداره في 20 مايو 2022.

## طاقم التمثيل
- ماشين غان كيلي
- مود سن
- بيكي جي
- دوف كاميرون
- غاتا
- فيلا زاك
- جينا بويد
- بوو جونسون
- أمبير روز
- آفريل لافين
- دينيس رودمان
- ريكي طومسون
- توم أرنولد
- ويتني كمنغز
- ميغان فوكس
- بيت ديفيدسون
- أيدن روز
- داني تريخو
- واي جي
- تريبي ريد
- برتيني فيرلين
- سنوب دوغ

## روابط خارجية
- مقالات تستعمل روابط فنية بلا صلة مع ويكي بيانات